# خليد سقاط
خليد سقاط  (1984 المغرب) هو لاعب كرة قدم مغربي.

## روابط خارجية
- خليد سقاط على موقع قاعدة بيانات كرة القدم.إي يو (الإنجليزية)
- خليد سقاط على موقع AS.com (الإسبانية)